# Willi Bliesener

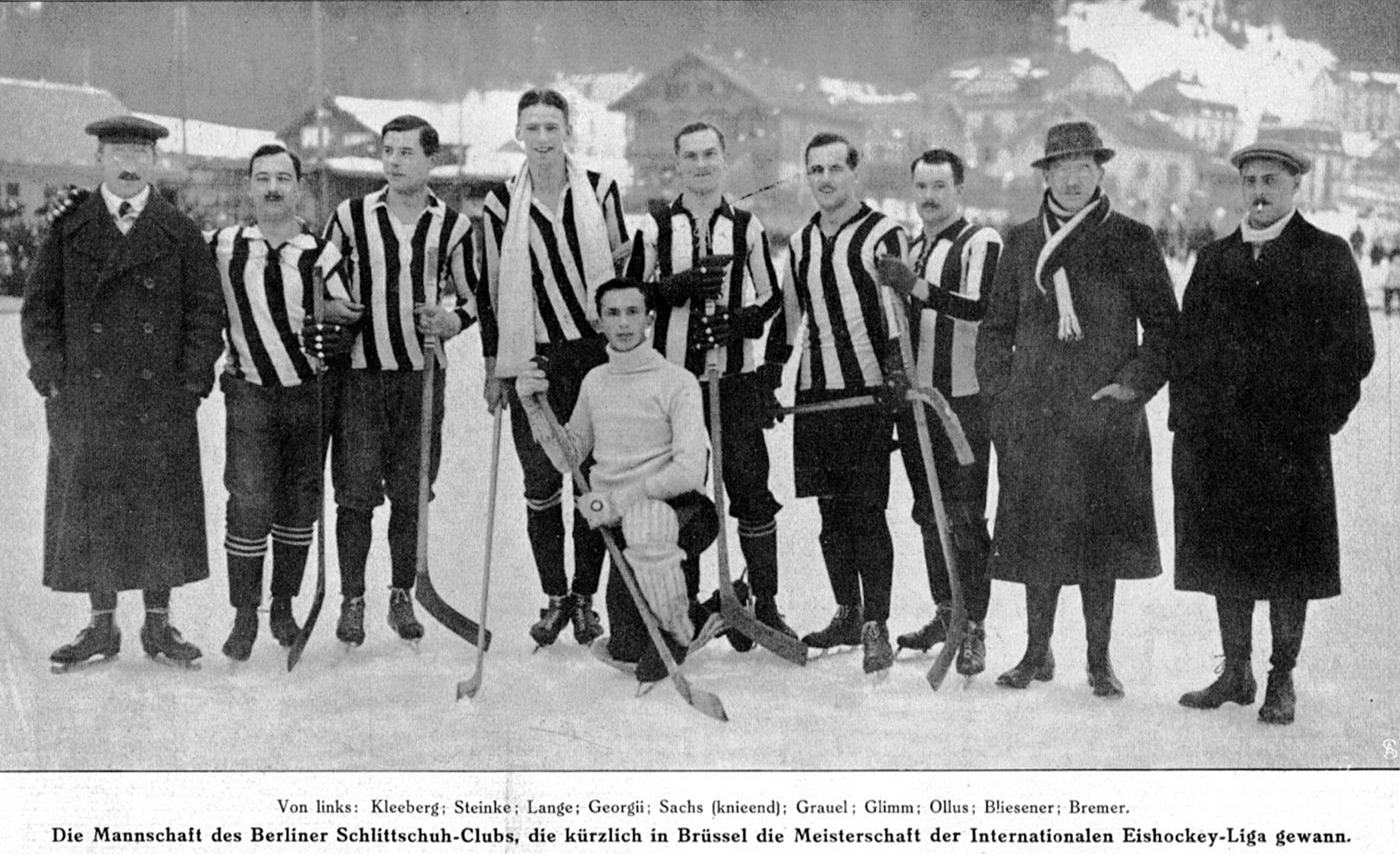
Willi Bliesener (2.v.r.) mit dem Berliner Schlittschuhclub, 1912

Wilhelm „Willi“ Bliesener (* in Stralsund; † 30. Oktober 1917 in Westflandern, Belgien) war ein deutscher Eishockeytorwart. Er ist Mitglied der Hockey Hall of Fame Deutschland.

## Karriere
Er spielte mindestens seit 1909 beim Berliner Schlittschuhclub. Mit der deutschen Nationalmannschaft nahm er an den Europameisterschaften 1910 und 1911 teil, bei denen er jeweils die Silbermedaille gewann. Er gewann mit dem Berliner SC, der Deutschland vertrat, die LIHG-Meisterschaften 1912 und 1913. Von 1912 bis 1914 gewann Bliesener mit dem Berliner SC alle drei Deutschen Meisterschaften vor dem Ersten Weltkrieg.
Er diente während des Ersten Weltkriegs als Unteroffizier und starb im Einsatz in Westflandern durch Granatsplitter. Er ist einer von fast 48.000 Deutschen, die auf dem deutschen Soldatenfriedhof in Menen beigesetzt wurden.

## Erfolge und Auszeichnungen
- 1910 Silbermedaille bei der Europameisterschaft
- 1911 Silbermedaille bei der Europameisterschaft
- 1912 Sieger der LIHG-Meisterschaft
- 1913 Sieger der LIHG-Meisterschaft
- 1912 Deutscher Meister mit dem Berliner Schlittschuhclub
- 1913 Deutscher Meister mit dem Berliner Schlittschuhclub
- 1914 Deutscher Meister mit dem Berliner Schlittschuhclub